# Jacek Borusiński
Jacek Borusiński (ur. 5 września 1972 w Katowicach) – aktor i autor tekstów grupy Mumio.
Wyreżyserował, zagrał główną rolę i napisał scenariusz do filmu Hi way. W polskiej wersji gry Westerner podkłada głos pod postać głównego bohatera, Fenimore Fillmore’a.

## Filmografia
- 2024: Wróbel – Remigiusz Wróbel
- 2024: Rojst Millenium (serial telewizyjny) – pracownik bezpieki w hotelu w latach 60-tych
- 2022: Listy do M. 5 – Pataszon
- 2019: Całe szczęście – Drągal
- 2011: Pokaż, kotku, co masz w środku – Andrzej
- 2008: To nie tak, jak myślisz, kotku – Jakub Bazyl
- 2007: Raj za daleko – Sławek
- 2007: Ballada o Piotrowskim – „Młot”
- 2006: Hi way – Jaco
- 2005: Barbórka – pijany górnik
- 2005: Metanoia – policjant
- 2003: Los Chłopacos – Dastin
- 2003: T-Rex (etiuda szkolna) – mężczyzna przy totolotku
- 2001: Angelus – Zyga
- 1999: Czy można się przysiąść – kelner